# スマートファルコン
スマートファルコン（欧字名:Smart Falcon、2005年4月4日 - ）は、日本の競走馬、種牡馬。
主な勝ち鞍は2010年・2011年のJBCクラシック、東京大賞典、2011年の帝王賞、2012年の川崎記念。
馬名は冠名の「スマート」と英語で隼を意味する「ファルコン」が由来となっている。半兄には東京大賞典（1999年）優勝馬のワールドクリーク（父マジックミラー）がいる。2010年・2011年度NARグランプリダートグレード競走特別賞を受賞。

## 経歴

### 2歳
2007年10月28日に東京競馬場で行われた2歳新馬戦で岩田康誠騎手を鞍上にデビュー。1番人気に応え快勝すると、2戦目の2歳500万下の2着を挟み、3戦目の2歳500万下で後藤浩輝を背に2勝目を飾る。

### 3歳
翌、2008年緒戦は初の芝のレースとなるジュニアカップを選択。5番人気となるが、見事勝利しクラシック戦線に名乗りを上げる。しかし、続く共同通信杯、アーリントンカップを惨敗すると、皐月賞でも全くいいところなく最下位の18着と大敗してしまう。レース後、美浦・畠山吉宏厩舎から栗東・小崎憲厩舎に転厩することが決まり、グリーンウッドにリフレッシュ放牧に出された。
転厩後、再びダート路線に転換すると、交流重賞（ダートグレード競走）のジャパンダートダービーでサクセスブロッケンの2着に入り、改めてダートでの能力の高さを窺わせた。続く初の古馬勢との対戦となったKBC杯で鮮やかな逃げ切り勝ちを収める。これが最後のJRA開催の競走への出走となる。10月7日に金沢競馬場で行われた白山大賞典でもスタート後ハナに立つとそのまま勝利し、初の重賞制覇を果たした。なお、この勝利はゴールドアリュール産駒、調教師の小崎憲ともに交流重賞初勝利となった。
続くJBCスプリントではダートでは連対を外していないことから、初JpnI制覇の期待がかけられたが、逃げる2番人気のバンブーエールを最後まで捉える事が出来ず、1馬身差の2着に敗れた。この後は賞金を満たしていることから、ジャパンカップダートと彩の国浦和記念の両睨みであったが、後者を選択。11月26日に行われたレースでは重馬場も苦にせず、2着のアンパサンドに7馬身差を付ける逃げ切りで重賞2勝目を挙げた。さらに兵庫ゴールドトロフィーでは、これまでの実績から単勝1.0倍の断然人気に推された。レースではスタートで出遅れ後方からとなったが、最後の直線で後続を突き放し2着に4馬身差を付け、交流重賞3勝目を挙げた。

### 4歳

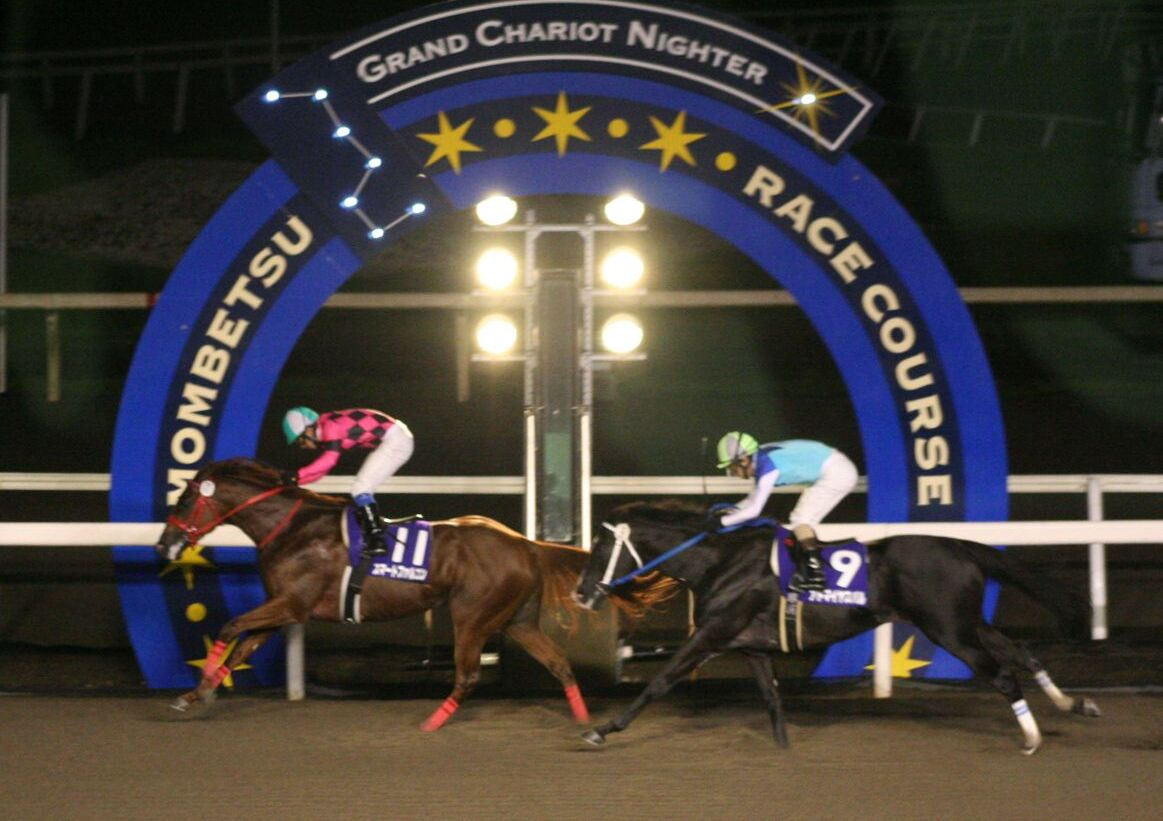
第21回ブリーダーズゴールドカップ

2009年初戦は、2月11日に佐賀競馬場で開催された佐賀記念から始動。ここでもテンからハナに立つと楽に逃げ切り、2着に4馬身差の圧勝劇で、単勝1.1倍の人気に応え交流重賞4勝目を挙げた。続く3月25日に行われた名古屋大賞典でも、大外枠ながらハナを奪うとそのまま逃げ切り、2着に半馬身先着し、圧倒的1番人気にここでも応えた。続く5月4日に行われたかきつばた記念でもスタートからハナを奪うと、直線に向いてさらにリードを広げ、トーセンブライトに5馬身差をつけて圧勝、交流重賞5連勝を達成した。続く5月27日に行われたさきたま杯では2、3番手追走から4コーナー付近で先頭に並びかけ、バンブーエールに1馬身半差をつけて優勝、交流重賞6連勝となった。その後、7月20日のマーキュリーカップでは3番手でレースを進め、4コーナーで逃げるマコトスパルビエロに並びかけたものの最後の直線で4馬身差離されて2着に敗れ、交流重賞7連勝はならなかった。その後、8月13日のブリーダーズゴールドカップでは2番手追走から直線抜け出して快勝、2分2秒2のレコードタイムで交流重賞8勝目を挙げた。休養を挟み、連覇がかかった11月25日の浦和記念に圧倒的1番人気で出走。いつも通りに逃げるものの直線で失速し7着に敗れ、ダートで初めて掲示板を外す結果となった。

### 5歳

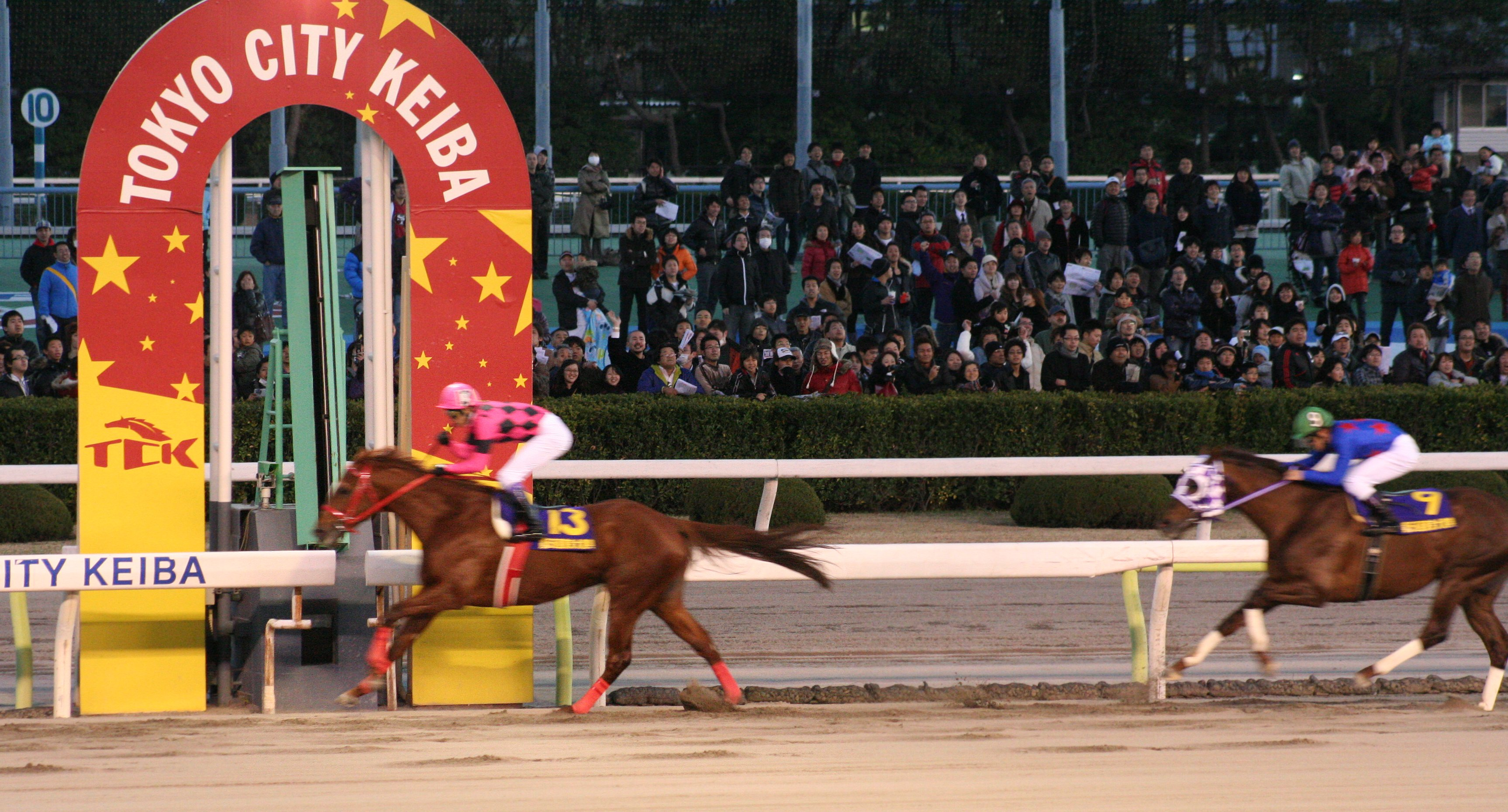
第56回東京大賞典

2010年初戦は、連覇のかかった5月3日のかきつばた記念。スタートから積極的にハナを奪い、最後の直線でも脚色も衰えることなく逃げ切り勝ちを収め連覇を果たし、重賞9勝目となった。続く5月26日のさきたま杯では3番手追走から向正面半ばで先頭に立ちそのままゴール、前年に続いて連覇を収め重賞10勝目を挙げた。2008年JBCスプリント以来の交流JpnI挑戦となった6月30日の帝王賞では3番人気で出走したが、フリオーソの6着に敗れた。9月23日の日本テレビ盃では岩田康誠が落馬負傷したため、武豊とのコンビで挑んだが斤量2キロ重く背負う勝ち馬フリオーソに対して全くいいところを見せることが出来ず、3着に惨敗した。11月3日のJBCクラシックでは再び武豊とのコンビで挑み、大外枠から果敢にハナを奪い、道中は終止楽な手ごたえで進み、4コーナーでは他馬が手ごたえがいっぱいとなる中、直線で後続を突き放し7馬身差の圧勝でGI初制覇となった。続く浦和記念でも、一度もハナを譲ることなく逃げ、直線に入るとムチを入れることなく他馬を突き放し、6馬身差で圧勝した。暮れの大一番の東京大賞典では、好発したフリオーソからハナを奪うと4コーナー付近からのスパートで後続をふるい落とし、ワンダースピードが持っていた従来の日本レコードを0.6秒、コースレコードを1.7秒上回る、驚異的なレコードタイムを樹立して勝利した。

### 6歳
2011年初戦は5月2日のダイオライト記念。スタートから主導権を握り軽快に逃げ、直線で後続を突き放し8馬身差をつけ圧勝した。この勝利で、ヴァーミリアンを抜き、JRA所属馬でトップの重賞14勝となった。6月29日の帝王賞では序盤から主導権を握ると直線でも後続を寄せ付けずエスポワールシチーに9馬身差をつけ圧勝した。9月23日の日本テレビ盃では序盤で先手を奪うとそのまま逃げ切り後続に4馬身差をつけ圧勝した。11月3日のJBCクラシックでは馬なりで先手を奪い、トランセンドに1馬身差をつけ逃げ切って連覇を飾った。暮れの大一番の東京大賞典では先手を奪い軽快に逃げ抜群の手応えのまま直線に突入するが、2番手につけたワンダーアキュートも渋太く食い下がりゴール前でデッドヒートとなったが写真判定の末ハナ差で勝利、連覇を飾った。

### 7歳
2012年緒戦は1月25日の川崎記念。好スタートからすんなり先手を奪うと直線で更に脚を伸ばし後続勢に4馬身差をつけ、従来のヴァーミリアンのレコードを2秒上回る2分10秒7のコースレコードで圧勝した。トランセンド、エイシンフラッシュとともにドバイワールドカップに招待された。3月31日のドバイワールドカップではゲートが開く前に飛び出そうとし、ゲートに顔面を強打。ゲート奥に下がったところでゲートが開き 、スタート直後に脚を滑らせた上にソーユーシンクから不利を受け、後方からの競馬を強いられ10着に終わった。帝王賞については、調子の回復が思わしくないことから出走を回避した。その後は放牧に出され、8月に帰厩して復帰に向けて調整されていたが、飛節に腱鞘炎を発症したため、引退することとなった。引退後は社台スタリオンステーションで種牡馬入りする。
重賞19勝は2021年にカツゲキキトキトに抜かれるまで、国内の平地重賞の最多勝利記録だった。

## 競走成績
| 年月日 | 年月日 | 年月日 | 競馬場   | 競走名            | 格     | 頭 数 | 枠 番 | 馬 番 | オッズ | （人気） | 着順 | 騎手     | 斤量 [kg] | 距離（馬場）  | タイム （上り3F） | 差   | 勝ち馬/（2着馬）       |
| 2007.  | 10.    | 28     | 東京     | 2歳新馬           |        | 14    | 3     | 3     | 02.9   | 0（1人） | 01着 | 岩田康誠 | 55        | ダ1600m（重） | 01:39.1 (36.0)    | -0.2 | （シベリアンケン）     |
|        | 11.    | 25     | 東京     | 2歳500万下        |        | 13    | 2     | 2     | 04.3   | 0（3人） | 02着 | 岩田康誠 | 55        | ダ1600m（良） | 01:39.1 (37.4)    | -0.4 | セレスハント           |
|        | 12.    | 16     | 中山     | 2歳500万下        |        | 15    | 3     | 5     | 04.8   | 0（3人） | 01着 | 後藤浩輝 | 55        | ダ1800m（良） | 01:55.6 (39.5)    | -0.1 | （ラッシュストリート） |
| 2008.  | 1.     | 6      | 中山     | ジュニアカップ    | OP     | 13    | 6     | 8     | 12.2   | 0（5人） | 01着 | 横山典弘 | 56        | 芝1600m（良） | 01:34.1 (34.4)    | -0.1 | （オーロマイスター）   |
|        | 2.     | 11     | 東京     | 共同通信杯        | GIII   | 16    | 6     | 12    | 06.7   | 0（2人） | 07着 | 横山典弘 | 56        | 芝1800m（良） | 01:48.5 (35.3)    | -0.9 | ショウナンアルバ       |
|        | 3.     | 1      | 阪神     | アーリントンC     | GIII   | 12    | 2     | 2     | 11.2   | 0（4人） | 10着 | 池添謙一 | 56        | 芝1600m（良） | 01:35.7 (33.4)    | -1.1 | ダンツキッスイ         |
|        | 4.     | 20     | 中山     | 皐月賞            | GI     | 18    | 6     | 11    | 66.6   | （17人） | 18着 | 福永祐一 | 57        | 芝2000m（良） | 02:04.1 (36.7)    | -2.4 | キャプテントゥーレ     |
|        | 7.     | 9      | 大井     | ジャパンDダービー | JpnI   | 15    | 4     | 8     | 15.5   | 0（3人） | 02着 | 岩田康誠 | 56        | ダ2000m（不） | 02:05.1 (37.0)    | -0.6 | サクセスブロッケン     |
|        | 8.     | 10     | 小倉     | KBC杯             | OP     | 15    | 8     | 14    | 03.3   | 0（1人） | 01着 | 岩田康誠 | 53        | ダ1700m（良） | 01:43.6 (37.0)    | -0.0 | （ベルモントプロテア） |
|        | 10.    | 7      | 金沢     | 白山大賞典        | JpnIII | 11    | 8     | 11    | 01.5   | 0（1人） | 01着 | 岩田康誠 | 54        | ダ2100m（重） | 02:14.1           | -0.5 | （ヤマトマリオン）     |
|        | 11.    | 3      | 園田     | JBCスプリント     | JpnI   | 12    | 5     | 6     | 05.7   | 0（3人） | 02着 | 岩田康誠 | 56        | ダ1400m（良） | 01:25.8 (36.7)    | -0.2 | バンブーエール         |
|        | 11.    | 26     | 浦和     | 浦和記念          | JpnII  | 11    | 1     | 1     | 01.6   | 0（1人） | 01着 | 岩田康誠 | 54        | ダ2000m（重） | 02:04.8 (38.2)    | -1.3 | （アンパサンド）       |
|        | 12.    | 25     | 園田     | 兵庫GT            | JpnIII | 12    | 5     | 6     | 01.0   | 0（1人） | 01着 | 岩田康誠 | 57.5      | ダ1400m（稍） | 01:26.5 (37.6)    | -0.7 | （アルドラゴン）       |
| 2009.  | 2.     | 11     | 佐賀     | 佐賀記念          | JpnIII | 12    | 5     | 6     | 01.1   | 0（1人） | 01着 | 岩田康誠 | 58        | ダ2000m（良） | 02:07.4 (37.6)    | -0.7 | （ロールオブザダイス） |
|        | 3.     | 25     | 名古屋   | 名古屋大賞典      | JpnIII | 11    | 8     | 11    | 01.3   | 0（1人） | 01着 | 岩田康誠 | 58        | ダ1900m（良） | 02:01.8 (38.9)    | -0.1 | （ワンダースピード）   |
|        | 5.     | 4      | 名古屋   | かきつばた記念    | JpnIII | 12    | 2     | 2     | 01.0   | 0（1人） | 01着 | 岩田康誠 | 58        | ダ1400m（良） | 01:25.5 (37.9)    | -1.0 | （トーセンブライト）   |
|        | 5.     | 27     | 浦和     | さきたま杯        | JpnIII | 12    | 5     | 5     | 01.2   | 0（1人） | 01着 | 岩田康誠 | 58        | ダ1400m（良） | 01:26.4 (36.4)    | -0.2 | （バンブーエール）     |
|        | 7.     | 20     | 盛岡     | マーキュリーC     | JpnIII | 13    | 4     | 4     | 01.1   | 0（1人） | 02着 | 岩田康誠 | 58        | ダ2000m（良） | 02:04.6           | -0.6 | マコトスパルビエロ     |
|        | 8.     | 13     | 門別     | ブリーダーズGC    | JpnII  | 15    | 6     | 11    | 02.2   | 0（2人） | 01着 | 岩田康誠 | 57        | ダ2000m（重） | R2:02.2 (37.8)    | -0.2 | （アドマイヤスバル）   |
|        | 11.    | 25     | 浦和     | 浦和記念          | JpnII  | 11    | 7     | 8     | 01.4   | 0（1人） | 07着 | 岩田康誠 | 57        | ダ2000m（重） | 02:10.0 (42.8)    | -2.9 | ブルーラッド           |
| 2010.  | 5.     | 3      | 名古屋   | かきつばた記念    | JpnIII | 12    | 4     | 4     | 02.3   | 0（2人） | 01着 | 岩田康誠 | 58        | ダ1400m（良） | 01:25.3 (36.7)    | -0.3 | （スーニ）             |
|        | 5.     | 26     | 浦和     | さきたま杯        | JpnIII | 12    | 7     | 9     | 01.3   | 0（1人） | 01着 | 岩田康誠 | 58        | ダ1400m（稍） | 01:26.2 (38.0)    | -0.8 | （スーニ）             |
|        | 6.     | 30     | 大井     | 帝王賞            | JpnI   | 15    | 6     | 10    | 04.5   | 0（3人） | 06着 | 岩田康誠 | 57        | ダ2000m（稍） | 02:04.8 (39.2)    | -1.4 | フリオーソ             |
|        | 9.     | 23     | 船橋     | 日本テレビ盃      | JpnII  | 14    | 2     | 2     | 03.9   | 0（3人） | 03着 | 武豊     | 56        | ダ1800m（良） | 01:49.3 (36.5)    | -0.5 | フリオーソ             |
|        | 11.    | 3      | 船橋     | JBCクラシック     | JpnI   | 13    | 8     | 13    | 16.1   | 0（4人） | 01着 | 武豊     | 57        | ダ1800m（良） | 01:49.9 (39.3)    | -1.3 | （フリオーソ）         |
|        | 11.    | 24     | 浦和     | 浦和記念          | JpnII  | 10    | 6     | 6     | 01.1   | 0（1人） | 01着 | 武豊     | 58        | ダ2000m（稍） | 02:05.8 (36.7)    | -1.2 | （ボランタス）         |
|        | 12.    | 29     | 大井     | 東京大賞典        | JpnI   | 14    | 8     | 13    | 02.5   | 0（1人） | 01着 | 武豊     | 57        | ダ2000m（良） | R2:00.4 (37.3)    | -0.3 | （フリオーソ）         |
| 2011.  | 5.     | 2      | 船橋     | ダイオライト記念  | JpnII  | 14    | 4     | 5     | 01.0   | 0（1人） | 01着 | 武豊     | 56        | ダ2400m（良） | 02:33.2 (39.8)    | -1.6 | （カキツバタロイヤル） |
|        | 6.     | 29     | 大井     | 帝王賞            | JpnI   | 11    | 6     | 6     | 01.2   | 0（1人） | 01着 | 武豊     | 57        | ダ2000m（良） | 02:01.1 (36.0)    | -1.8 | （エスポワールシチー） |
|        | 9.     | 23     | 船橋     | 日本テレビ盃      | JpnII  | 12    | 8     | 12    | 01.0   | 0（1人） | 01着 | 武豊     | 58        | ダ1800m（重） | 01:50.6 (37.8)    | -0.7 | （フリソ）             |
|        | 11.    | 3      | 大井     | JBCクラシック     | JpnI   | 12    | 7     | 10    | 01.2   | 0（1人） | 01着 | 武豊     | 57        | ダ2000m（良） | 02:02.1 (37.3)    | -0.2 | （トランセンド）       |
|        | 12.    | 29     | 大井     | 東京大賞典        | GI     | 12    | 8     | 12    | 01.0   | 0（1人） | 01着 | 武豊     | 57        | ダ2000m（良） | 02:01.8 (38.2)    | -0.0 | （ワンダーアキュート） |
| 2012.  | 1.     | 25     | 川崎     | 川崎記念          | JpnI   | 12    | 5     | 5     | 01.1   | 0（1人） | 01着 | 武豊     | 57        | ダ2100m（不） | R2:10.7 (38.5)    | -0.8 | （ランフォルセ）       |
|        | 3.     | 31     | メイダン | ドバイワールドC   | G1     | 14    | -     | 14    | -      | 0（2人） | 10着 | 武豊     | 57        | AW2000m（良） | -                 | -    | Monterosso             |

- タイム欄のRはレコード勝ちを示す

## 種牡馬時代
新種牡馬として2013年から種付けを行っており、初年度は60万円（受胎確認後）で164頭に種付けを行い、種付け数は135・141と推移。2016年から初年度産駒がデビューした。同年4月の浦和のドリームChでシェナトウコンが勝利して産駒初勝利。同年7月の札幌新馬戦でビーチマリカが勝利してJRA初勝利。2016年の種付け数は181頭に増加した。
翌2017年4月にスターレーンが佐賀ル・プランタン賞に勝利して重賞初勝利。同年の7月に盛岡のハヤテスプリントにダンストンリアンが勝利。しかし2年目以降の産駒に活躍馬が出ずに2017年の種付け数は101頭に激減。2017年12月3日、社台スタリオンステーションからレックススタッドに移動した。翌2018年も種付け数は64頭まで減少した。
2021年1月24日の東海ステークス（GII）をオーヴェルニュが勝利し、産駒のJRA重賞初勝利となった。
2024年5月1日のかしわ記念（JpnI）をシャマルが勝利し、産駒のGI/JpnI競走初勝利となった。

### 主な産駒

#### グレード制重賞勝利馬
- 2016年産
  - オーヴェルニュ（2021年東海ステークス、平安ステークス）
- 2018年産
  - シャマル（2022年東京スプリント、サマーチャンピオン、テレ玉杯オーバルスプリント、2023年・2024年・2025年黒船賞、2024年・2025年かしわ記念、2025年さきたま杯）[45]

#### 地方重賞勝利馬
- 2014年産
  - スターレーン（2017年ル・プランタン賞）
  - ダンストンリアン（2017年ハヤテスプリント）
- 2016年産
  - アイオブザタイガー（2018年兼六園ジュニアカップ、金沢ヤングチャンピオン）
  - オールスマート（2024年園田FCスプリント）
- 2017年産
  - ティーズダンク（2019年サンライズカップ、2020年戸塚記念、2021年マイルグランプリ、ゴールドカップ、2022年プラチナカップ）
  - ブロンディーヴァ（2019年ローレル賞）
  - マルケイマーヴェル（2020年ひまわり賞）
  - ファルコンビーク（2022年川崎マイラーズ）
- 2018年産
  - ラジアントエンティ（2020年園田プリンセスカップ）
  - チサット（2021年京浜盃）
- 2022年産
  - ミーヴァトン（2025年クラウンカップ）
  - サンヨウスフィーダ（2025年岐阜金賞）
- 2023年産
  - ベストグリーン（2025年栄冠賞）

### 母の父として主な産駒
- ミリアッドラヴ（2024年エーデルワイス賞、全日本2歳優駿）父ニューイヤーズデイ

## 血統表
| スマートファルコンの血統        | スマートファルコンの血統                             | スマートファルコンの血統 | （血統表の出典）         | （血統表の出典）  |
| 父系                            | サンデーサイレンス系                                 | サンデーサイレンス系     | サンデーサイレンス系     | [ § 2 ]           |
| 父 ゴールドアリュール 1999 栗毛 | 父の父*サンデーサイレンス Sunday Silence 1986 青鹿毛 | Halo                     | Hail to Reason           | Hail to Reason    |
| 父 ゴールドアリュール 1999 栗毛 | 父の父*サンデーサイレンス Sunday Silence 1986 青鹿毛 | Halo                     | Cosmah                   |                   |
| 父 ゴールドアリュール 1999 栗毛 | 父の父*サンデーサイレンス Sunday Silence 1986 青鹿毛 | Wishing Well             | Understanding            | Understanding     |
| 父 ゴールドアリュール 1999 栗毛 | 父の父*サンデーサイレンス Sunday Silence 1986 青鹿毛 | Wishing Well             | Mountain Flower          |                   |
| 父 ゴールドアリュール 1999 栗毛 | 父の母*ニキーヤ Nikiya 1993 鹿毛                     | Nureyev                  | Northern Dancer          | Northern Dancer   |
| 父 ゴールドアリュール 1999 栗毛 | 父の母*ニキーヤ Nikiya 1993 鹿毛                     | Nureyev                  | Special                  |                   |
| 父 ゴールドアリュール 1999 栗毛 | 父の母*ニキーヤ Nikiya 1993 鹿毛                     | Reluctant Guest          | Hostage                  | Hostage           |
| 父 ゴールドアリュール 1999 栗毛 | 父の母*ニキーヤ Nikiya 1993 鹿毛                     | Reluctant Guest          | Vaguely Royal            |                   |
| 母 ケイシュウハーブ 1988 芦毛   | 母の父*ミシシッピアン Mississipian 1971 鹿毛         | Vaguely Noble            | *ヴィエナ                | *ヴィエナ         |
| 母 ケイシュウハーブ 1988 芦毛   | 母の父*ミシシッピアン Mississipian 1971 鹿毛         | Vaguely Noble            | Noble Lassie             |                   |
| 母 ケイシュウハーブ 1988 芦毛   | 母の父*ミシシッピアン Mississipian 1971 鹿毛         | Gazala                   | Dark Star                | Dark Star         |
| 母 ケイシュウハーブ 1988 芦毛   | 母の父*ミシシッピアン Mississipian 1971 鹿毛         | Gazala                   | Belle Angevine           |                   |
| 母 ケイシュウハーブ 1988 芦毛   | 母の母キョウエイシラユキ 1980 芦毛                   | *クラウンドプリンス      | Raise a Native           | Raise a Native    |
| 母 ケイシュウハーブ 1988 芦毛   | 母の母キョウエイシラユキ 1980 芦毛                   | *クラウンドプリンス      | Gay Hostess              |                   |
| 母 ケイシュウハーブ 1988 芦毛   | 母の母キョウエイシラユキ 1980 芦毛                   | *アリアーン              | *シルバーシャーク        | *シルバーシャーク |
| 母 ケイシュウハーブ 1988 芦毛   | 母の母キョウエイシラユキ 1980 芦毛                   | *アリアーン              | Nucciolina               |                   |
| 母系(F-No.)                     | Nucciolina系(FN:9-c)                                 | Nucciolina系(FN:9-c)     | Nucciolina系(FN:9-c)     | [ § 3 ]           |
| 5代内の近親交配                 | Vaguely Noble 5×3=15.63%                             | Vaguely Noble 5×3=15.63% | Vaguely Noble 5×3=15.63% | [ § 4 ]           |
| 出典                            | 1. 2. 3. 4.                                          | 1. 2. 3. 4.              | 1. 2. 3. 4.              | 1. 2. 3. 4.       |

### 主な近親
- 半兄にワールドクリーク（東京大賞典、父マジックミラー）
- 半妹にキョウエイコロナ（小倉3歳S2着、父ノーパスノーセール）
- 甥にリッカルド（エルムステークス）

その他、近親は主に4代母Nucciolinaから広がる牝系から輩出されている。
- Nucciolinaの孫にNishapour（仏2000ギニー）、Nassipour（ロスマンズインターナショナルステークス）。いずれも母Alama産駒。
- Nucciolinaを同じく4代母として持つ近親にはアラムシャー（キングジョージ6世&クイーンエリザベスステークスなど）、Albanova（アラルポカルなど）、Alborada（チャンピオンステークス）、Allegretto（ロワイヤルオーク賞）がいる。